# نواکاشا گالیسیا
نواکاشا گالیسیا (انگلیسی: Novacaixagalicia) شرکت خدمات مالی و بانکداری اسپانیایی است، که در سال ۲۰۱۱ تأسیس شد.